# Vinícius Carlos dos Santos
Vinícius Carlos dos Santos (Carapicuíba, 19 febbraio 1987) è un giocatore di calcio a 5 brasiliano naturalizzato italiano.

## Carriera
Solido difensore centrale, utilizzato all'occorrenza come laterale destro, viene acquistato dal Kaos nell'agosto 2012,con cui vince nel 2017-2018 la prima storica edizione della Coppa della Divisione. In possesso della doppia cittadinanza, nel 2015 riceve la sua prima convocazione nella nazionale italiana, esordendo il 22 settembre nell'amichevole vinta per 2-1 contro la Croazia.